# Tiszatelek
Tiszatelek là một thị trấn thuộc hạt Szabolcs-Szatmár-Bereg, Hungary. Thị trấn này có diện tích 33,78 km², dân số năm 2010 là 1422 người, mật độ 42 người/km².